# John Howard Yoder
John Howard Yoder est un théologien mennonite américain connu pour sa défense du pacifisme chrétien. Pendant toute sa carrière, il a agressé sexuellement plus de cinquante femmes.

## Biographie
Yoder est né le 29 décembre 1927, près de Smithville, Ohio. Il obtient un diplôme de premier cycle au Goshen College. Il termine son doctorat en théologie à l'université de Bâle, en Suisse.
Son livre principal The Politics of Jesus (La politique de Jésus), est publié pour la première fois en 1972. Dans ce document, Yoder s'oppose aux opinions populaires sur Jésus. Yoder tente d'y démontrer par une exégèse de l'Évangile de Luc et des parties de la lettre de Paul aux Romains que, selon lui, un pacifisme chrétien radicaliserait l'approche la plus fidèle pour le disciple du Christ. Yoder soutient alors qu'être chrétien est un point de vue politique et que les chrétiens ne doivent pas ignorer cet appel.
The Politics of Jesus a été classée par le magazine évangélique Christianity Today comme le cinquième livre religieux le plus important du XXe siècle.

## Prédateur sexuel
John Howard Yoder a abusé sexuellement de plusieurs femmes pendant sa carrière d'enseignant au Séminaire biblique anabaptiste mennonite d'Elkhart (Indiana) et à l'université de Notre-Dame-du-Lac. Une centaine de femmes sont concernées par ces abus. Ces agressions sexuelles allaient d'attouchements à des relations sexuelles,.
Dans l'essai « Qu'est-ce que l'adultère du cœur ? », publié en 1975, John Howard Yoder indique qu'une étreinte « corporelle » « peut célébrer et renforcer la sécurité familiale », et ne pas « provoquer des réactions érotiques culpabilisantes.
L'historienne Rachel Waltner Goossen est chargée par le Mennonite Church USA (en) de produire un rapport complet relatant les abus sexuels de Yoder et les réponses de l'église, qui est publié en janvier 2015,.